# Oskar Maurus Fontana
Pour les articles homonymes, voir Fontana.
Œuvres principales
Erweckung (1919)
Oskar Maurus Fontana (13 avril 1889, Vienne en Autriche - 4 mai 1969, Vienne) est un écrivain autrichien, représentant de l’expressionnisme littéraire allemand.

## Biographie
Fontana est officier dans l'armée austro-hongroise pendant la Première Guerre mondiale. Après la guerre, il exerce les métiers de journaliste, critique de théatre et d'écrivain.

## Œuvre
Dans sa jeunesse Oskar Maurus Fontana écrit des textes en prose et du théâtre expressionnistes, comme le roman Erweckung publié par le Kurt Wolff Verlag, et édite des anthologies de ce courant littéraire. Après la fin de l'expressionnisme, il se tourne vers un style narratif classique.

## Publications
- 1913, Der Studentengeneral, théâtre
- 1919, Erweckung, roman, Kurt Wolff Verlag
- 1920, Triumph der Freude, théâtre
- 1928, Gefangene der Erde, roman, Knaur
- 1946, Die Türme des Beg Begouja, roman, illustré par Alfred Kubin, Vienne, W. Frick Verlag.

## Sources
- (de) Manfred Brauneck (éditeur), 1995, Autorenlexikon deutschsprachiger Literatur des 20. Jahrhunderts, Reineck bei Hamburg, Rowohlt.